# ليكسبريس
ليكسبريس هي مجلة إخبارية أسبوعية فرنسية، تم إنشاؤها في عام 1953 من قبل جان جاك سيرفان-شرايبر وفرانسواز جيرود.
تتموضع الصحيفة حتى عام 1971 في جهة اليسار الوسط، وغالبًا ما كانت تدعي رفضها الإقرار بهذا التوجه أو رغبتها في أن تكون «فوق المعركة». «تم إنشاؤه في خدمة بيير منديس فرانس» في عام 1953، المناهضة للديجولية والأطلسية، تريد حاليًا أن تكون حداثيًا، مواتية لاقتصاد السوق والمشروع الأوروبي. وهي واحدة من خمس مجلات إخبارية أسبوعية ذات البعد الوطني.
إنها جزء من مجموعة <i id="mwBw">ليكسبريس</i> التي تنتمي إلى SFR Presse ، وهي مجموعة أنشأها ويملكها رجل الأعمال الفرنسي الإسرائيلي باتريك دراهي. حيث أنه يستفيد من الإعانات من الدولة الفرنسية.